# Huy hiệu Oregon
Huy hiệu tiểu bang Oregon gồm có một vòng tròn ngoài với dòng chữ "State of Oregon", "1859". Vòng tròn bên trong có một con Đại bàng Mỹ trên một tấm mộc. Tấm mộc bao gồm núi, một con nai sừng tấm, một cỗ xe kéo, Thái Bình Dương mà có một tàu chiến Anh rời bến và một tàu thủy Mỹ đến. Phần thứ hai có một bó cỏ, một cái cày, và một cái cuốc cúp. Băng chữ có ghi "The Union" (Liên bang). Ba mươi ba ngôi sao vây quanh tấm mộc đại diện cho con số 32 tiểu bang của Hoa Kỳ vào lúc Oregon được trở thành tiểu bang của Hoa Kỳ năm 1859.
Huy hiệu này có trên mặt phải của cờ tiểu bang Oregon.